# Бомбейская фондовая биржа
Бомбейская фондовая биржа (англ. Bombay Stock Exchange, BSE) — старейшая фондовая биржа в Индии и Азии.

## История

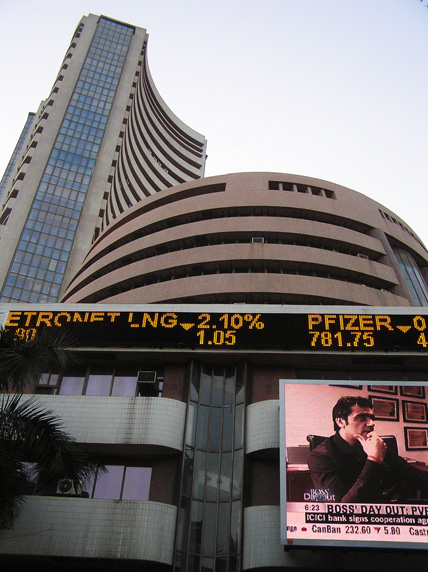
Здание Бомбейской фондовой биржи в Мумбаи

Основана в 1875 году, когда Индия была владением Британской империи. Как и в истории Нью-йоркской биржи, в истоках Бомбейской биржи присутствует дерево. Если в Нью-Йорке это был платан на одной из его улиц, то в Бомбее — огромный баньян. В 1850-е годы группа из 22 брокеров начала торговать ценными бумагами под баньяном, находившимся напротив здания городской ратуши. Этот баньян до сих пор растет в центре Бомбея. Вокруг него разбит один из парков города. Со временем группа брокеров оформила свои отношения, создав ассоциацию, на основе которой в 1875 году и была создана первая фондовая биржа в Азии. В первые десятилетия своего существования биржа не раз переезжала из одного помещения в другое. В 1928 году началось строительство нового здания биржи на месте, в котором она располагается и сегодня. В новом помещении биржа начала функционировать в 1930 году. В то время ведущим брокером на бирже считался Премчанд Ройчанд (Premchand Roychand). В числе его заслуг называют создание традиций, правил и процедур торговли акциями на Бомбейской бирже, которые живы и по сей день.
В своё нынешнее здание биржа переехала в 1980 году. Голосовые торги проводились вплоть до 1995 года, когда они были заменены электронной системой. До 2005 года Бомбейская биржа формально оставалась ассоциацией частных лиц, после чего стала полноценной корпорацией.
Входит в Федерацию фондовых бирж Азии и Океании.

## Появление конкурента
Самый драматичный период в развитии Бомбейской биржи связан с появлением конкурента — Национальной фондовой биржи Индии. После крупного скандала, в котором был замешан один из участников Бомбейской биржи, торговая площадка крайне вяло отреагировала на необходимость реформирования. Это в свою очередь подтолкнуло правительство Индии к решению о создании новой Национальной фондовой биржи в 1992 году.
Менее чем за год работы с конца 1994 года благодаря применению электронных систем и других прогрессивных инноваций Национальная биржа обогнала Бомбейскую по объему торгов. В следующем году старая биржа произвела быстрый переход на электронные системы, но это так и не помогло ей догнать молодого конкурента в некоторых сегментах торговли ценными бумагами. Следующим ударом по позициям Бомбейской биржи стало введение торговли производными инструментами на Национальной бирже в 2000 году, несмотря на сопротивление этому решению со стороны старой биржи. В результате этого объем торгов на Национальной бирже резко увеличился, а самая старая биржа в Азии уступила своё лидерство.

## Фондовые индексы
Основной индекс: BSE 100 — общенациональный индекс, состоит из 100 крупнейших компаний, представленных на всех индийских биржах.

## Деятельность
- Объем торгов: $158, 982 млрд (2005)
- Листинг: 4937 эмитентов, 7745 бумаг (июль 2009 г.)
- Рыночная капитализация: $1,06 трлн (июль 2009 г.)
- Прибыль: $15 632 млн (2004—2005 гг.)